# Sarah Höfflin
Sarah Höfflin, née le 8 janvier 1991 à Genève, est une skieuse acrobatique suisse médaillée d'or de slopestyle aux Jeux olympiques d'hiver de 2018.

## Biographie
Sarah Höfflin est née d'un père suisse et d'une mère néo-zélandaise d'origine néerlandaise. À 12 ans, elle part vivre avec sa mère en Angleterre et s’entraîne alors sur un ski-dôme à Manchester. Elle étudie les neurosciences à l'Université de Cardiff. C'est durant ses études qu'elle découvre le ski freestyle. 
À partir de 2014, elle participe aux compétitions de l'AFP World Tour. La responsable du ski acrobatique de Swiss ski la découvre durant une compétition à Val Thorens et lui propose de rejoindre l'équipe nationale en 2015.
Elle fait partie de l'équipe genevoise Team Genève.
Elle remporte la médaille d'or des Winter X Games en Big air en 2018 ainsi que la médaille d'or de slopestyle aux Jeux olympiques d'hiver de 2018.

## Palmarès

### Jeux olympiques
| Édition / Épreuve   | Slopestyle |
| ------------------- | ---------- |
| JO 2018 Pyeongchang | Or         |

### Championnats du monde
| Épreuve / Édition      | Big Air                  |
| Mondiaux 2025 Engadine | Médaille d'argent, monde |

### Coupe du monde
- 2 petits globe de cristal :
  - Vainqueur du classement slopestyle en 2017 et 2020.
- 18 podiums dont 3 victoires.

| Saison/Classement | Général | Général | Big air | Big air | Slopestyle | Slopestyle |
| Saison/Classement | Class.  | Points  | Class.  | Points  | Class.     | Points     |
| ----------------- | ------- | ------- | ------- | ------- | ---------- | ---------- |
| 2016-2017         | 10e     | 56,20   | 7e      | 146     | 1re        | 281        |

| Saison / Épreuve | Slopestyle       | Total |
| ---------------- | ---------------- | ----- |
| 2016-2017        | Seiser Alm       | 1     |
| 2018-2019        | Font-Romeu       | 1     |
| 2019-2020        | Mammoth Mountain | 1     |
| Total            | 3                | 3     |

### X Games
| Édition / Épreuve         | Big air | Slopestyle |
| ------------------------- | ------- | ---------- |
| Winter X Games XXII Aspen | Or      | 4e         |